# 洩矢神
洩矢神（もりや（もれや）のかみ、もりや（もれや）しん）は、長野県諏訪地方で祀られ、地元の神話に登場する神。

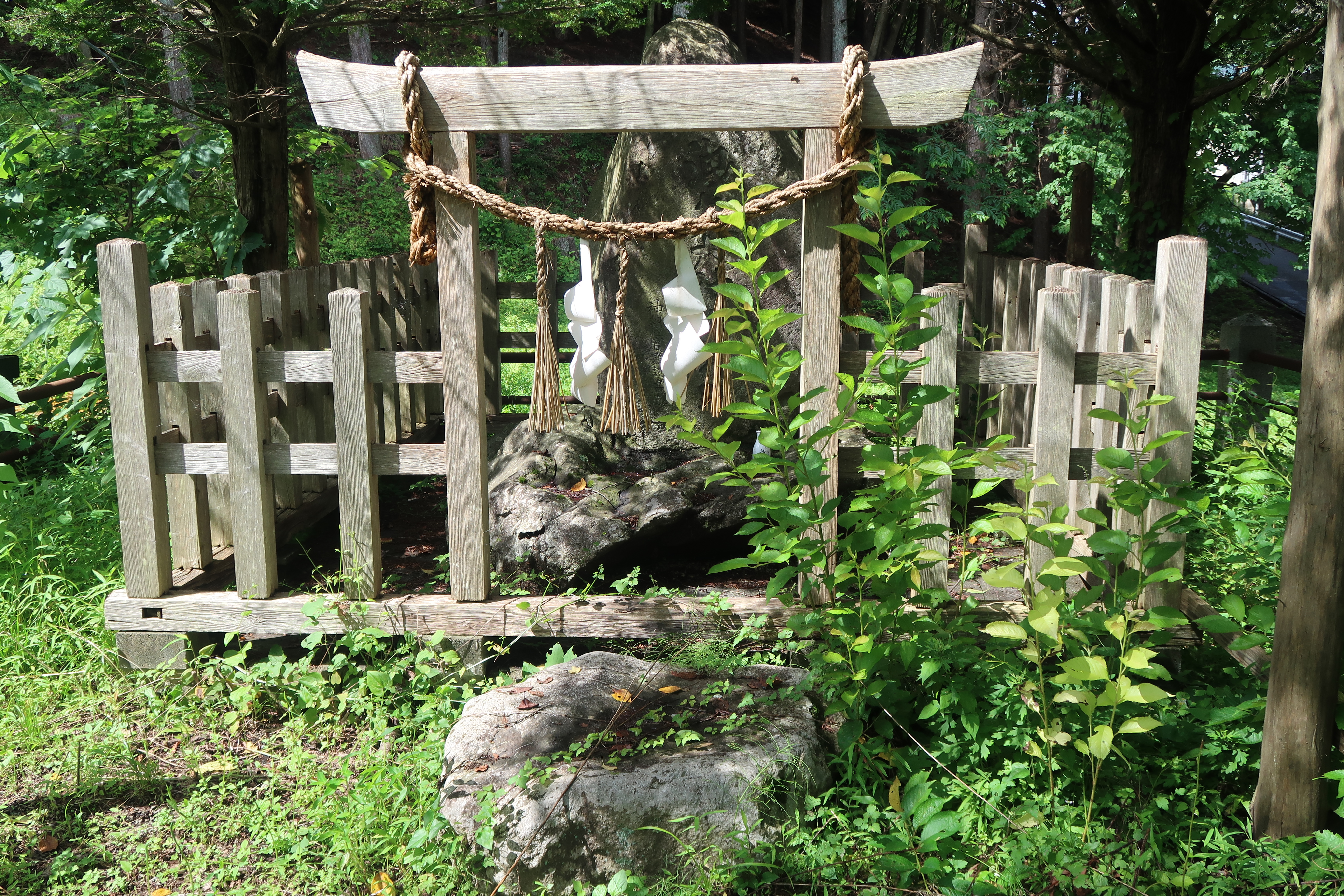
洩矢大神御舊趾

## 概要
文献によっては守屋大臣（）、守屋大明神、守矢神、守矢大神等とも呼ばれる。
諏訪大社に祀られている建御名方神（諏訪明神）の諏訪入りに抵抗した土着神とされ、のちに服従し、諏訪上社の神官の一つである神長官を務めてきた守矢氏の始祖となったという。一説によると当初は現在の静岡県方面から入植した部族と言われている。
守矢氏が祀るミシャグジと同一視されることもあり、山の神や氏神として信仰されたこともある。

## 神話

### 明神入諏
建御名方神（諏訪明神）は、『古事記』や『先代旧事本紀』では出雲の国譲りの際にタケミカヅチとの力比べに敗北して州羽の海（諏訪湖）まで敗走した国津神と描かれる一方、諏訪では本来、天から守屋山に降りて現地の神々を征服した神とされていた。明神と相争った神々の中で最も有名なのは、洩矢神である。
明神入諏神話の最古の記録は、宝治3年（1249年）に諏訪上社の大祝（）の諏訪信重から鎌倉幕府に提出された『諏訪信重解状』である。『解状』が語る伝承によると、天降りした諏訪明神は、守屋大臣（洩矢神）の領地を手に入れるために、藤の鎰（）を持ち出し、鉄の鎰を手にした大臣と引き合ったところ、明神が勝ち、大臣を追討した。
守屋山麓御垂迹の事

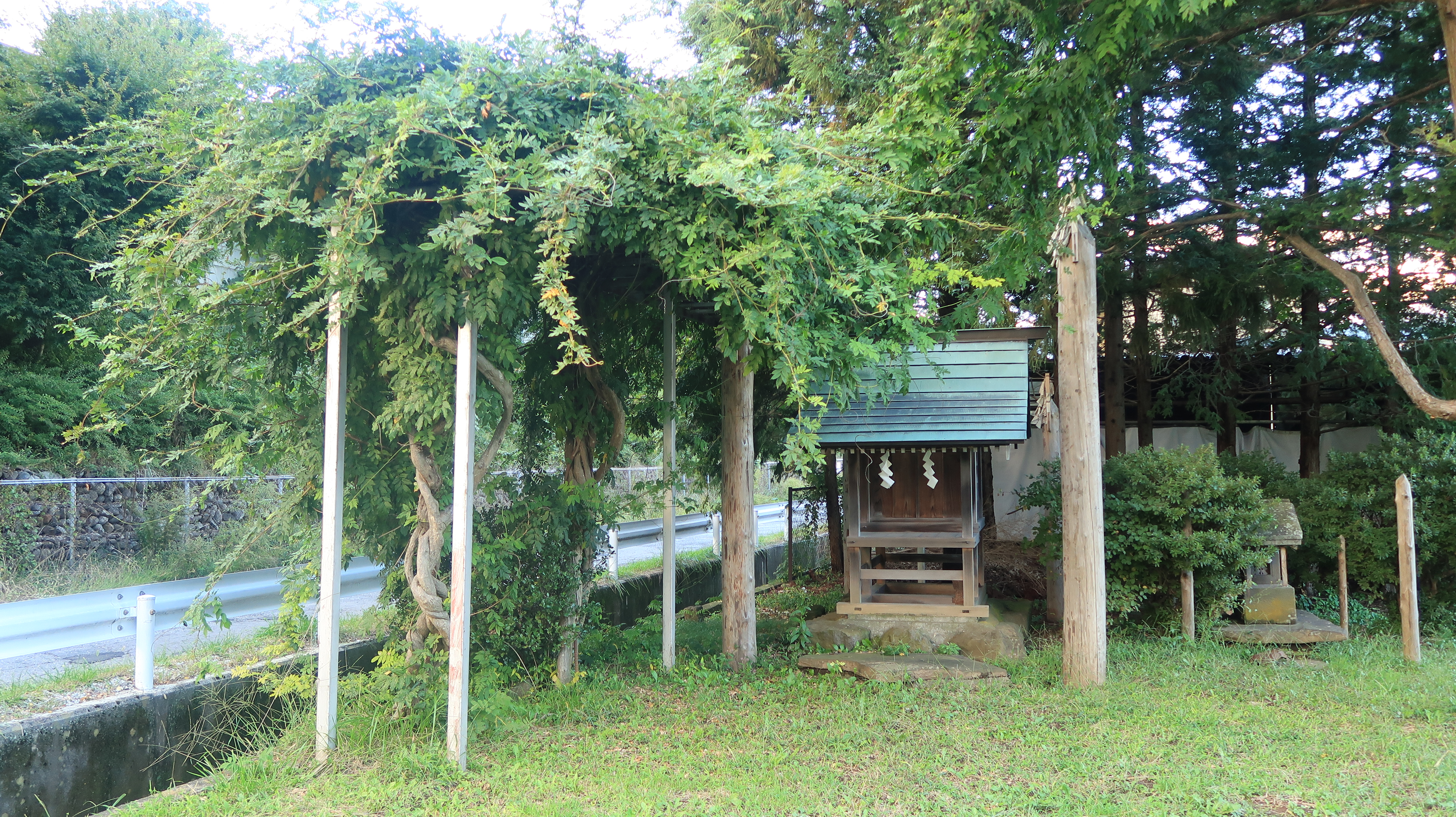
藤島社（諏訪市）

右、謹んで旧貫を検ずるに、当砌（）は守屋大臣の所領なり。大神天降り御（）ふの刻、大臣は明神の居住を禦（）ぎ奉り、制止の方法を励ます。明神は御敷地と為すべきの秘計を廻らし、或は諍論を致し、或は合戦に及ぶの処、両者雌雄を決し難し。

爰（）に明神は藤鎰（）を持ち、大臣は鉄鎰を以て、此の処に懸けて之（）を引く。明神即ち藤鎰を以て、軍陣の諍論に勝得せしめ給ふ。
而（）る間、守屋大臣を追罰せしめ、居所を当社に卜して以来、遙かに数百歳の星霜を送り、久しく我が神の称誉を天下に施し給ふ。応跡の方々是（）新なり。

明神、彼（）の藤鎰を以て当社の前に植ゑしめ給ふ。藤は枝葉を栄え「藤諏訪の森」と号す。毎年二ヶ度の御神事之を勤む。爾（）より以来、当郡を以て「諏方」と名づく。（原漢文）
この話は室町時代延文元年（1356年）の『諏方大明神画詞』「祭 第三夏 下」のうち、6月晦日に摂社藤島社（諏訪市中洲神宮寺）で行われるお田植神事の項にも出てくる。ここでは両者の武器が「藤の枝」と「鉄輪」になっている。
抑（）この藤島の明神と申すは、尊神垂迹の昔、洩矢の悪賊、神居をさまたげんとせし時、洩矢は鉄輪を持して争ひ、明神は藤の枝をとりて是を伏し給ふ。ついに邪輪を降ろして正法を興す。明神誓いを発して藤枝をなげ給ひしかば、即ち根をさして枝葉をさかへ、花蘂あざやかにして戦場のしるしを万代に残す。藤島の明神と号するこのゆえなり。

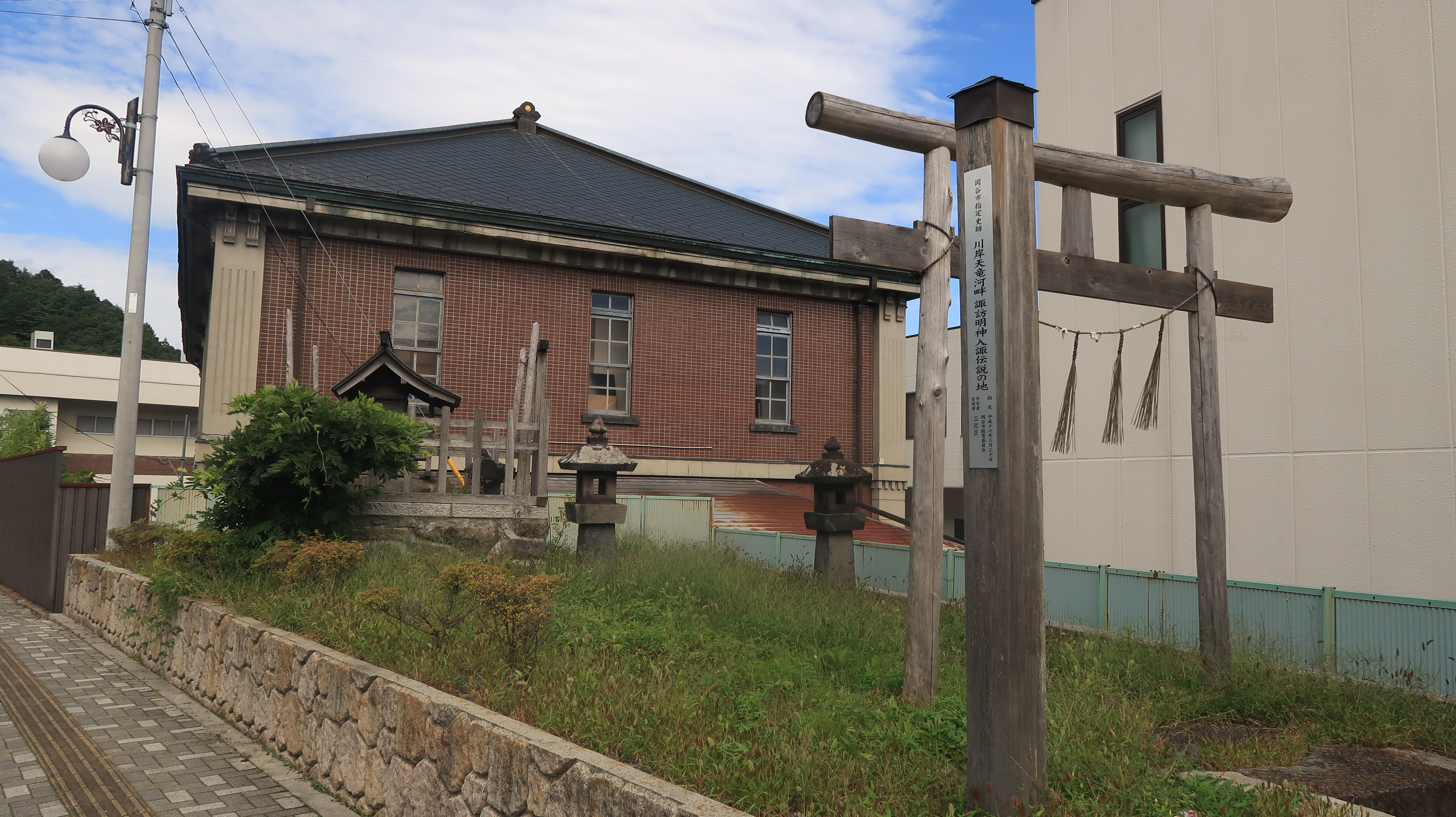
藤島神社・諏訪明神入諏伝説の地（岡谷市）

『画詞』の作者である諏訪円忠は、『古事記』に登場する建御名方神を巻頭に出し、地元伝承の明神入諏神話を藤島社の由来にかけて述べている。明神と守矢の抗争の伝承を巻頭に出さず、小さく扱ったものとみられる。なお同じ作者による『諏方大明神講式』にもこの伝承が採り上げられているが、諏訪明神を天竺出身の王とする説話と結び付けられている（詳細は後述）。
諏訪氏の家系図である『神氏系図（前田氏本）』と『神家系図（千野家本）』にも、諏訪明神が「守屋」を追い落とし守屋山麓に社壇を構えたという同系統の伝承が語られている。また、江戸時代に書かれた伝承記録では、守屋大明神（洩矢神）と藤島大明神（諏訪明神）が相争った際に天竜川の両側に立つ藤の木を絡ませたという異伝も見られる。
『先代旧事本紀』の国譲り神話を諏訪上社の縁起として採用した『画詞』は、諏訪でも神官家で広く読まれ、結果的に記紀神話における建御名方神の説話が通説となり、地元に伝わる伝承は影が薄くなった。
明治初期に書かれた守矢氏の家系図『神長守矢氏系譜』では、建御名方神が記紀神話どおりに出雲から逃亡した神という風に描かれている。
御名方刀美命（）、出雲を逃がれ出で州羽の海に到るの時、洩矢神有り、海畔に居して（橋原村に社有り）之を拒（）ぐ。藤鑰と鉄鑰とを以て互ひに相争ふ事有りと雖も、遂に御名方富命の御稜威（）に服す。誓ひて曰く、「地を奉りて永く命の祭政を主（つかさど）らん」と。御名方刀美命、歌ひて曰く、

鹿児弓乃 真弓乎持弖 宮満茂里 矢竹心爾 仕布麻都連与
（かごゆみの まゆみをもちて みやまもり やたけごころに つかふまつれよ）

と。彼の藤を挿し、後に繁茂して「藤洲羽森」と曰ふ。（原漢文）
現在は、建御名方神と洩矢神の争いの伝承が記紀の国譲り神話と繋ぎ合わせられることが多い。

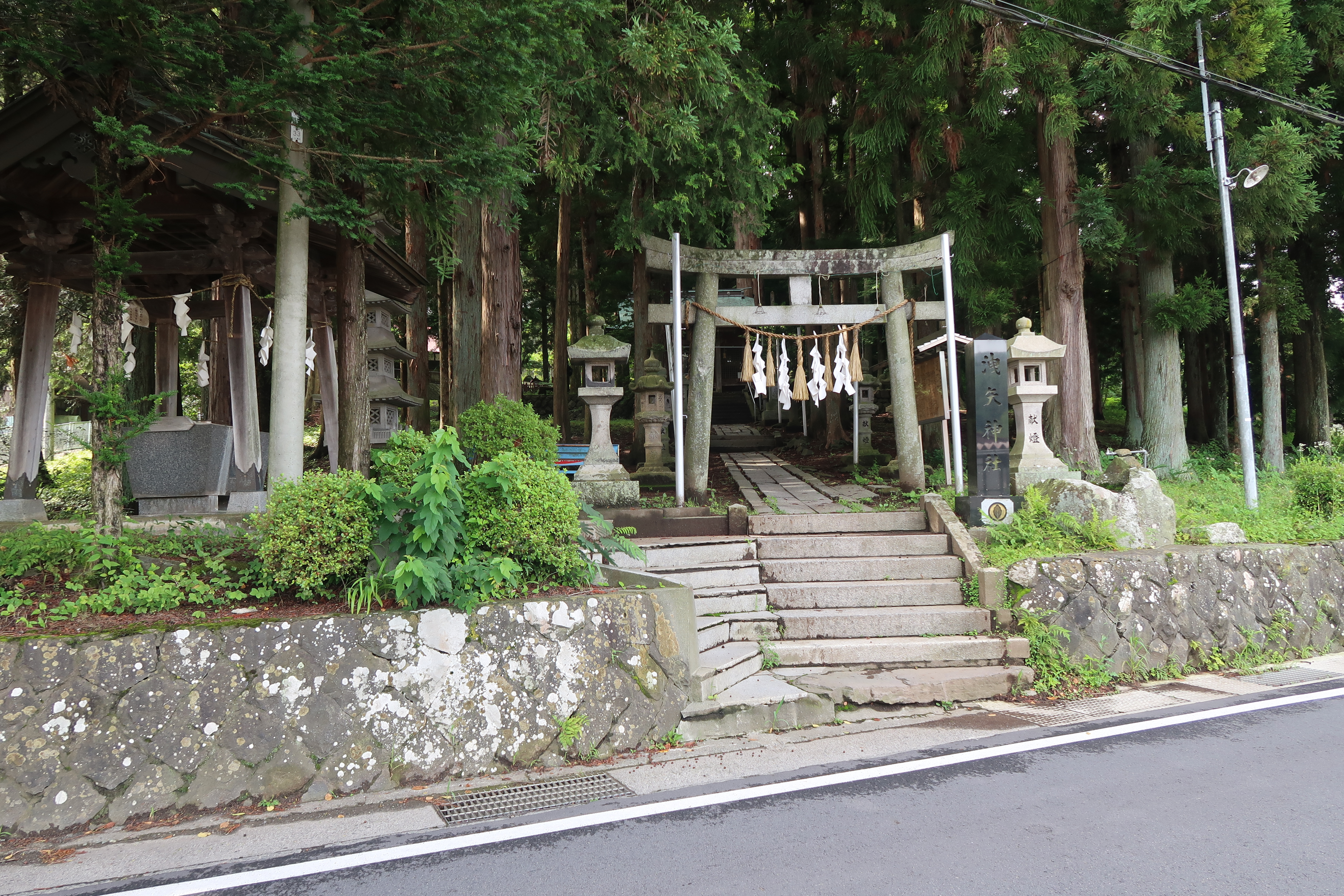
洩矢神社（岡谷市）

#### 神戦の舞台
『信重解状』では、諏訪明神は天から守屋山麓に降りたと書かれている。『画詞』のほうでは明神の守屋山への降臨が語られていないが、入諏伝自体が上述のとおり上社本宮の近辺にある藤島社（「藤島の明神」）の由来譚として述べられている。一方、江戸期の伝承記録における異伝では洩矢神と藤島明神（諏訪明神）が天竜川のほとりで争ったとされている。
現在は、天竜川を挟む藤島神社（岡谷市川岸三沢）と洩矢神社（岡谷市川岸東橋原）が二柱の神の陣地の跡と一般的に認識されている。この理由から、岡谷市の藤島神社が『画詞』に書かれている「藤島の明神」（『守矢氏系譜』の「藤洲羽森」）と同視されることもある。

#### 天竜川の藤
言い伝えによると、天竜川のほとりに立つ藤島神社の藤とその向かい側にあった洩矢神社（守矢大明神）の藤は天竜川の上に絡み合い、空中に花を咲かせ、大きい橋に見えるほど繁茂した。
寛文年間の頃、諏訪藩主は天竜川の蛍狩り遊覧のため、この藤を伐り払うように命じたが、人々は神の祟りを恐れて伐る者がいなかった。その時、新屋敷の小石嘉右衛門という傲慢な人が山役の料（蔵米三升）二人分を条件に藤を伐採したところ、間もなく気がおかしくなってしまった。京都の吉田家に祈祷してもらい少し収まったが、ある日、祈祷の札を頭にのせて家を飛び出し、「半の木」という山腰で突然倒れて死んだ。神罰が下ったと人々は言い合い、その場所に社を建てて神札を祀り、「鎮目大明神」と名づけたといわれている。藩主がお詫びに城内で新たな社殿を作らせて奉納することにしたが、これがあまりにも大きすぎて大手門を出ることができなかった。やむなく少し縮めて奉納されたのが現在の本殿であるといわれている。この際に当社を旧社地から現在地へ移転させ、神事免を寄付した。それ以降は当社が諏訪藩主に篤く崇敬され、明治維新期の廃藩置県まで例祭は藩主によって行われた。

### 天竺波提国王と守屋（美教）逆臣
嘉禎4年（1238年）の奥書を識す『諏訪上社物忌令之事』に収載されている垂迹説話によると、天竺にある波提（）国の王であった「建御名方明神」は7月末頃に鹿野苑で狩りを催したとき、「守屋逆臣」という者が彼に対して謀反を起こした。王はその兵乱を逃れて、広大なる慈悲の名を世に示したという。
『諏方大明神画詞』「祭第六 秋下」にも御射山祭の由緒として同じ伝承が語られているが、ここでは逆臣の名前が「美教」となっている。これによれば、美教が率いる反乱軍に殺されかけたとき、王は狩りこそが畜類済度の方便であると天に訴えた。その志が梵天に通じ、梵天は四天王を遣わして逆臣を誅した、と書かれている。『諏方大明神講式』にも『画詞』とほぼ同文の説話が載せられており、ここでは「美教大臣」が日本に渡来して「洩矢ノ悪賊」になったとも伝える 。

### 蝦蟆神の退治
中世に書かれた『諏訪上社物忌令之事』（嘉禎4年（1238年）成立）と『陬波私注』（鎌倉時代末期成立）には、諏訪明神が天下を悩ませる蝦蟆神を退治する話が、元旦の蛙狩神事の起源譚として語られている。
正月一日の蝦蟆狩之事

蝦蟆神成大荒神、乱悩天下時、大明神彼ヲ退治御座し時、四海静謐之間、陬波ト云字ヲ波陬（）なりと読り、口伝多し。望人ハ尋へし、于今年々災を除玉ふ、謂ニ蟇狩是ナリ。（『上社物忌令』（神長本）より）

【訳】蝦蟆（蛙）神が大荒神と成って、天下を乱し悩ませた時、（諏訪）大明神がこれを退治してそこにお座りになった。それによって四海静謐（天下泰平）となったので、だから陬波（）と書いてナミシズカナリと読むのだ、という言い伝えが多くある。（蛙狩りを）見た人は（きっとこの神事の意味を）尋ねるだろう。（それは）昔から今に到るまで毎年々の災を除く。それがこの蛙狩りである。
蝦蟆神を退治した後、大明神が蝦蟆神の住む穴を石で塞ぎ、その上に座した、ともいわれている。
この伝承については様々な説が提出されている。その中の一つは、荒神となった蝦蟆神が土地神（ミシャグジもしくは洩矢神）を表し、この説話自体が蛇神ともされる建御名方神との神権争奪戦を意味する、という説である。

### 矢塚男命の死
建御名方神に服従した洩矢神は抵抗し続けた矢塚男命と戦うと、矢塚男命は矢に当たって落命するという伝承もある。

## 系譜

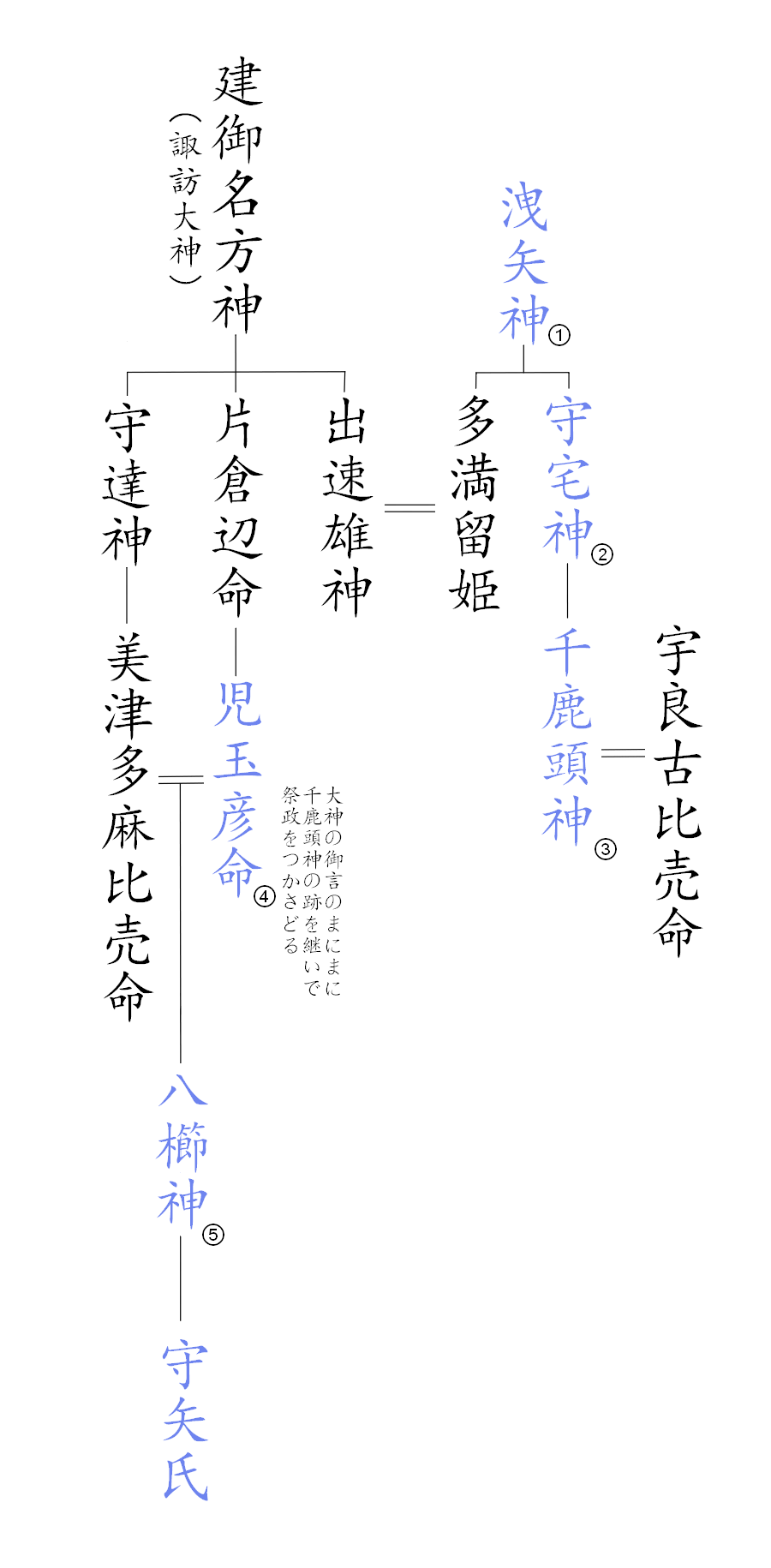
守矢氏の最初の五代
（洩矢神から八櫛神まで）

『神長守矢氏系譜』によると、洩矢神には守宅神と多満留姫という二柱の御子神がおり、多満留姫が諏訪大神（建御名方神）の御子神出速雄神を嫁ぎ、守宅神は千鹿頭神をもうけた。
守宅神、生まれて霊異幹力あり、父に代はりて弓矢を負ひ、大神に従ひ遊猟し、千の鹿を得る。一男有りて、これを名つけて千鹿頭神と曰ふ。
千鹿頭神、継ぎて祭政を主（）る。（中略）
古代神楽歌
千鹿頭ノ キタノハヤシノ ススムシワ ススムシワ ヤチヨノコヱテ ツネニタイセヌ
千鹿頭ノ明神 シヤウシウレシト ヲホスラン ヲホスラン ユキタタイマノ 花ノキヨメヨ
千鹿頭の社 諏訪郡の内鎮座有賀・上原・埴原田・横吹・休戸、東筑摩郡神田・林両所に於て祭る。同地宇良古山（）に鎮坐す。往古は郡内三十余村の祭神なり。后神を宇良古比売命と云ふ。口碑に伝ふ由、同地に命の社あり。
児玉彦命、大神の御子片倉辺命の御子なり。大神の御言の随（）に、千鹿頭神の跡を継ぎて祭政を主る。守達神の御子・美都多麻比売神を娶りて、八櫛（）神を生む。
『系譜』には千鹿頭神が宇良古比売命を娶って、宇良古山（現在の松本市神田）に移ったと書かれていることから、千鹿頭神が諏訪から離れた（もしくは追われた）ことにつれて、神氏（建御名方神の子孫）が洩矢の祭祀を肩代わりして、土着の洩矢神の血族は断絶してしまったという見方がある。それにもかかわらず、一子相伝の祭祀を受け継いだ守矢氏は洩矢神を祖先として敬っている。
なお、洩矢神と守宅神は実は同一神であるという説もあり、そのことから千鹿頭神は洩矢神の子とされる場合がある。また、普段は建御名方神の子とされる内県神は千鹿頭神の別名とする説もある。

## 考証

### 守矢氏と神氏の祭政交代

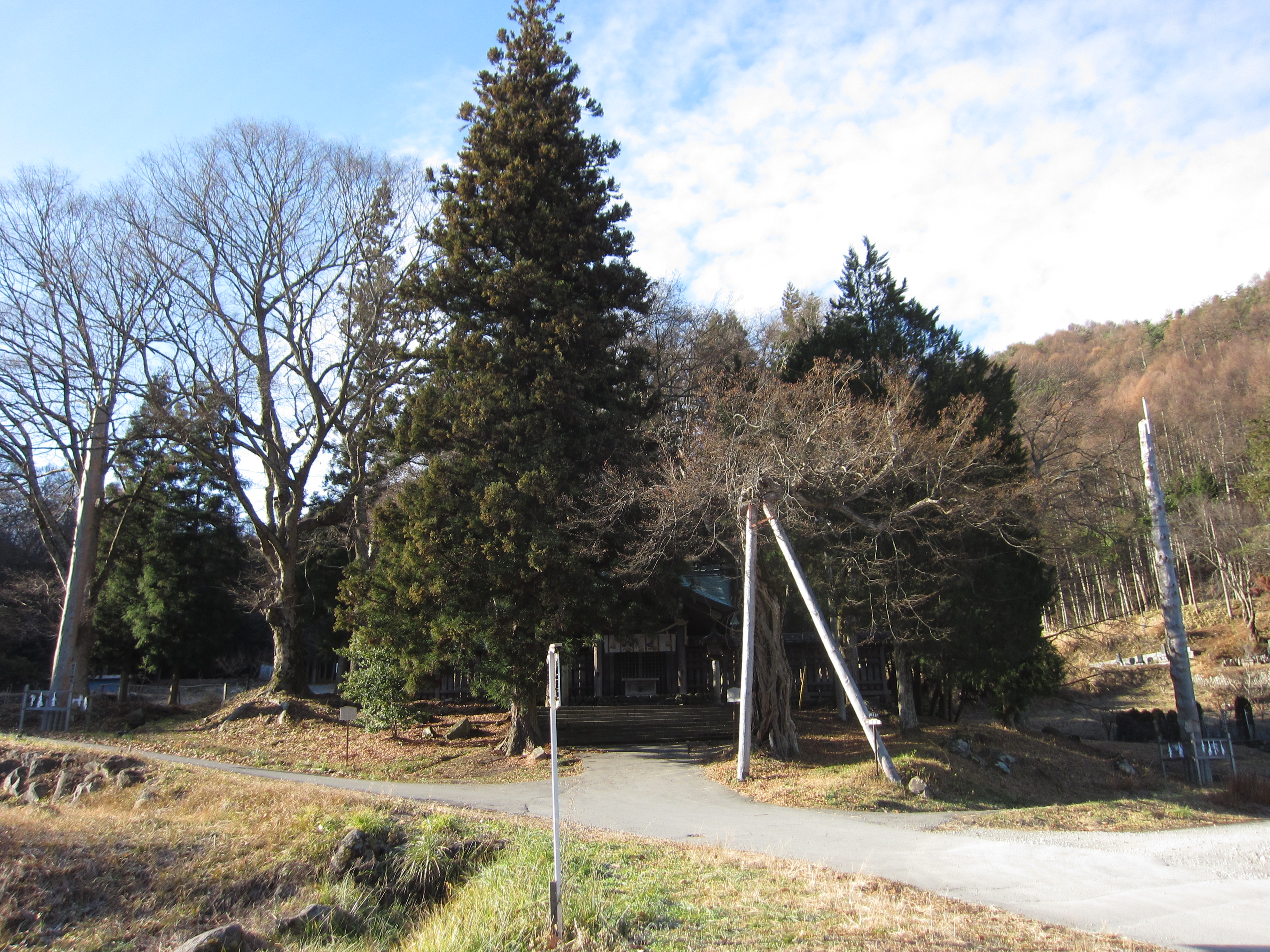
諏訪大社 上社前宮（茅野市）

諏訪に伝わる入諏神話は、土着の氏族が外来侵入勢力に降伏して統治権を委譲した出来事に基づいていると考えられている。
諏訪上社の神長官（じんちょうかん）を務めてきた守矢氏はかつて諏訪・上伊那を中心とするミシャグジ祭政を統括した氏族であったと考えられている。守矢氏がミシャグジ奉斎を「専らの役」とし、諏訪の各郷村のミシャグジ信仰は守矢氏の手に握られていたと思われる。しかし、守矢氏が諏訪に進入してきた勢力（のちの神氏）との覇権争いに敗れた後、祭政権の交代が行われ、大祝（）と呼ばれる幼い現人神を中心とする新しい体制が生まれた。
この大祝は、諏訪明神（建御名方神）の「御正体」（いわば身代わり）とされ、生き神として信仰の対象となった。この新しい体制の中で、大祝を祀る祭司・神長（）の位置に置かれた守矢氏は、古来の神ミシャグジを立てて、大祝の即位を執行し、祭事を司った。こうして大祝と守矢一体の祭政が確立した。
諏訪に進入した神氏を稲作技術をもたらした出雲系民族（弥生人）とする説や、三輪氏系統に属する一族とする説、大和朝廷に仕える馬飼集団の金刺氏（科野国造家の一派）とする説がある。
なおこの時代には横穴式石室の古墳が5世紀から6世紀中頃まで続いた在地型の周溝墓（いわゆるフネ古墳型古墳）に取って代わるが、これは金刺氏の影響だと考えられる。また、『信重解状』「御神宝物事」に見られる、「大明神が天降った時に真澄の鏡（銅鏡）・八栄の鈴・唐鞍・轡を持ってきた」という伝承が、諏訪に横穴石室古墳文化と飼馬技術を持ってきた人々の姿を表しているとも解釈されている。

## 信仰
守矢氏の祖先神のほかに、旧橋原村・花岡村周辺（現在の岡谷市川岸東・湊）では産土神や氏神として崇敬されたことがあり、守屋山に続く西山のほうでは山の神として祀るという根強い信仰もあったようである。
洩矢神社では安産守護の神としても祀られており、産婦が底抜けの柄杓を奉納し祈願すれば安産ができるともいわれている。

### 神仏習合
薬師如来と習合されたことから、守矢家の屋敷（現在の神長官守矢史料館）の近くや上社本宮の境内には薬師堂が建てられたという。